# Vickers Wellesley
Vickers Wellesley là một loại máy bay ném bom hạng nhẹ của Anh trong thập niên 1930, do hãng Vickers-Armstrongs tại Brooklands gần Weybridge, Surrey chế tạo cho Không quân Hoàng gia. Khi Chiến tranh thế giới II bùng nổ thì nó đã trở nên lỗi lời, tại chiến trường trên không châu Âu nó không phù hợp, nhưng Wellesley lại thành công khi sử dụng tại chiến trường sa mạc của Đông Phi, Ai Cập và Trung Đông.

## Biến thể
Type 281 Wellesley
Định danh công ty cho máy bay ném bom Wellesley.
Type 287 Wellesley Mk I
Máy bay ném bom hạng trung hai chỗ. Wellesley Mk I có hai buồng lái riêng biệt.
Wellesley Mk II
Mk II có nắp kính buồng lái 1 mảnh.
Type 289
Dùng để thử động cơ Hercules HE15.
Type 291

Type 292
3 chiếc sửa đổi để bay đường dài.
Type 294
Mẫu thử với cánh gia cố.
Type 402
Máy bay thử nghiệm 3 chỗ.

## Quốc gia sử dụng
South Africa
- Không quân Nam Phi

 Anh Quốc
- Không quân Hoàng gia

## Tính năng kỹ chiến thuật (Wellesley)
Dữ liệu lấy từ The Wellesley: Geodetics in Action 
Đặc điểm tổng quát
- Kíp lái: 2
- Chiều dài: 39 ft 3 in (11,96 m)
- Sải cánh: 74 ft 7 in (22,73 m)
- Chiều cao: 15 ft 3½ in (4,67 m)
- Diện tích cánh: 630 ft² [2] (58,5 m²)
- Trọng lượng rỗng: 6.760 lb (3.066 kg)
- Trọng lượng có tải: 11.048 lb (5.011 kg)
- Trọng lượng cất cánh tối đa: 12.500 lb (5.670 kg)
- Động cơ: 1 × Bristol Pegasus XX, 925 hp (690 kW)

 Hiệu suất bay 
- Vận tốc cực đại: 228 mph (198 kn, 369 km/h) trên độ cao 19.700 ft (6.000 m)
- Vận tốc hành trình: 180 mph (157 kn, 290 km/h) trên độ cao 15.000 ft (4.600 m) (57% công suất)
- Tầm bay: 1.220 mi (1.963 km)
- Trần bay: 25.500 ft (7.772 m)
- Tải trên cánh: 18 lb/ft² (86 kg/m²)
- Công suất/trọng lượng: 0,08 hp/lb (0,14 kW/kg)
- Lên độ cao 15.000 ft (4.600 m): 17,8 phút

Trang bị vũ khí

- Súng: 

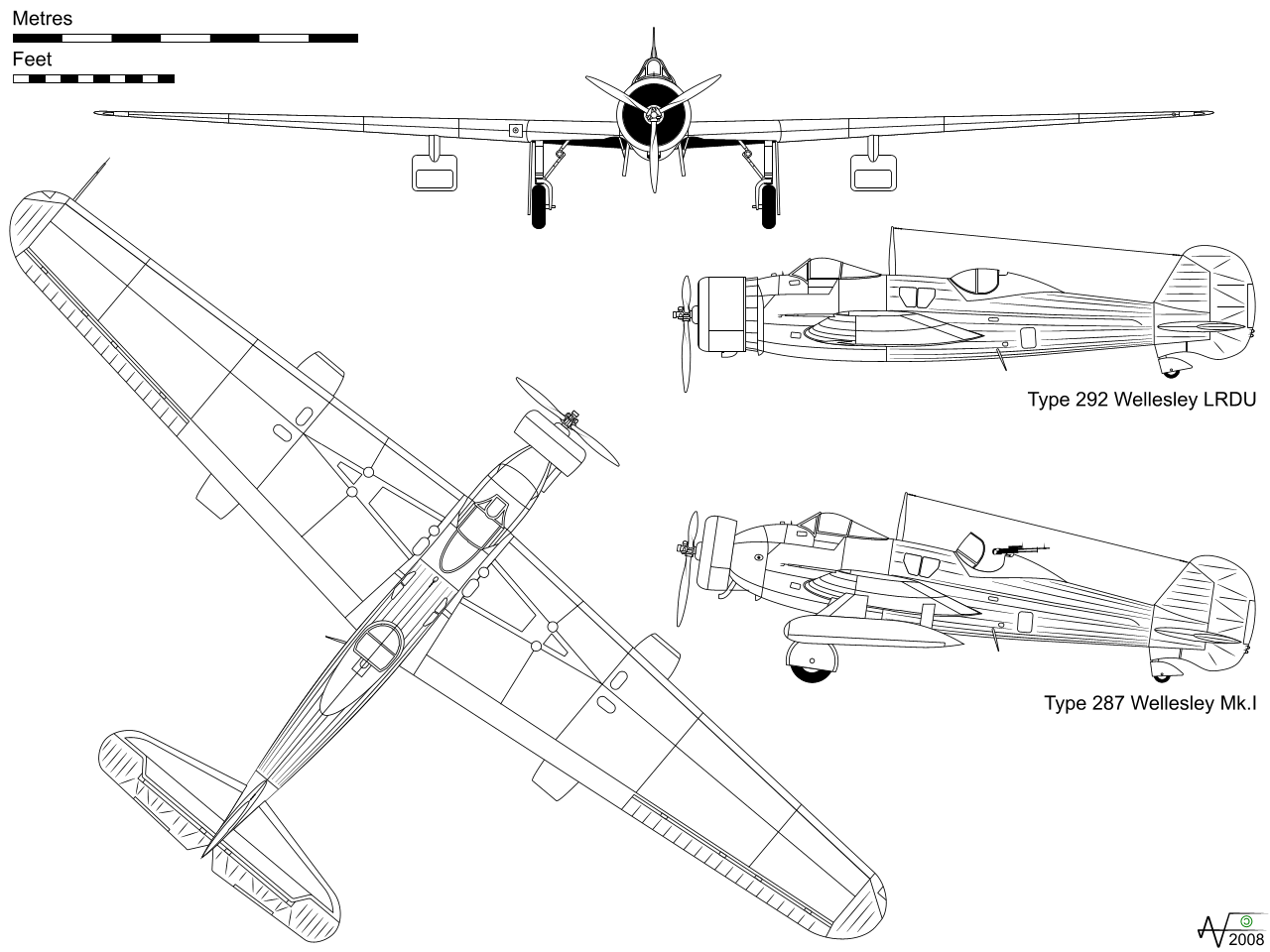

  - 2 × súng máy Vickers .303 in (7.7 mm)
- Bom: 2.000 lb (907 kg) bom